# Ol'ga Podčufarova
Olg'a Vladimirovna Podčufarova (in russo Ольга Владимировна Подчуфарова?; Mosca, 5 agosto 1992) è un'ex biatleta russa.

## Biografia
Ol'ga Podčufarova, attiva dalla stagione 2010-2011, ai Mondiali juniores di Obertilliach 2013 ha vinto la medaglia d'oro nell'inseguimento, quella d'argento nella sprint e quella di bronzo nella staffetta; ha esordito in Coppa del Mondo il 9 marzo dello stesso anno nella sprint di Soči Krasnaja Poljana (58ª), e ai Giochi olimpici invernali a Soči 2014, sua unica presenza olimpica, classificandosi 48ª nell'individuale. In Coppa del Mondo ha ottenuto il primo podio il 14 dicembre 2014 a Hochfilzen in inseguimento (3ª) e ai successivi Mondiali di Kontiolahti 2015, suo esordio iridato, si è piazzata 49ª nell'individuale, 44ª nella sprint, 26ª nell'inseguimento e 10ª nella staffetta mista.
In Coppa del Mondo ha conquistato l'unica vittoria il 21 gennaio 2016 ad Anterselva in sprint e l'ultimo podio il 24 gennaio seguente nella medesima località in staffetta (3ª); ai successivi Mondiali di Oslo 2016 è stata 65ª nella sprint e a quelli di Hochfilzen 2017, sua ultima presenza iridata, ha vinto la medaglia di bronzo nella staffetta mista e si è classificata 26ª nell'individuale e 10ª nella staffetta. Si è ritirata all'inizio della successiva stagione 2017-2018 e la sua ultima gara in carriera è stata l'inseguimento di Coppa del Mondo disputato il 9 dicembre a Hochfilzen, chiuso dalla Podčufarova al 42º posto.

## Palmarès

### Mondiali
- 1 medaglia:
  - 1 bronzo (staffetta mista[2] a Hochfilzen 2017)

### Mondiali juniores
- 3 medaglie:
  - 1 oro (inseguimento a Obertilliach 2013)
  - 1 argento (sprint a Obertilliach 2013)
  - 1 bronzo (staffetta a Obertilliach 2013)

### Coppa del Mondo
- Miglior piazzamento in classifica generale: 16ª nel 2016
- 4 podi (3 individuali, 1 a squadre), oltre a quello ottenuto in sede iridata e valido anche ai fini della Coppa del Mondo:
  - 1 vittoria (individuale)
  - 3 terzi posti (2 individuali, 1 a squadre)

#### Coppa del Mondo - vittorie
| Data            | Località   | Nazione | Spec. |
| --------------- | ---------- | ------- | ----- |
| 21 gennaio 2016 | Anterselva | Italia  | SP    |

Legenda:

SP = sprint